# Rathaus Sierre

Aufnahme von Max van Berchem (1902)

Das barocke Rathaus Sierre im Schweizerischen Siders befindet sich nördlich vom Bahnhof in der Rue du Bourg 14.

## Geschichte
Das Patrizierhaus stammt aus dem 17. Jahrhundert. Das ehemalige Schloss Château de la Cour wurde 1885 bis 1888 auf Anregung von Michel Zufferey zum Hotel Château Bellevue umgebaut. Bei diesem Umbau wurde das Bauwerk um ein Stockwerk für das Personal aufgestockt. Das Jardins de l’Hôtel de Ville et de l’Hôtel de la Poste empfing bekannte Persönlichkeiten wie Rainer Maria Rilke und Rudolf Kassner. Im Jahr 1964 kaufte die Stadt Siders das Gebäude, um es als Rathaus zu nutzen. In den Jahren von 2003 bis 2005 wurde der Rathausgarten neugestaltet. Das Berner Landschaftsarchitekturbüro 4d ließ sich von englischen und chinesischen Gärten inspirieren, um den verschwundenen Garten des ehemaligen Hotels Schloss Bellevue zu retten. Maurus Schifferli und Simon Schöni gruppierten neue Sträucher um die Bestandsbäume – diese liegen wie farbige Kissen auf dem verfestigten Sandboden. Diese Neugestaltung des öffentlichen Gartens von Maurus Schifferli und Simon Schöni erhielt im Jahr 2005 den Silbernen Hasen von der Schweizerischen Architekturzeitschrift Hochparterre.

## Denkmal
Das ehemalige Schloss Château de la Cour ist im Inventar der Kulturgüter von Siders eingetragen.